# Неслия
Неслия (также круглец, ямочник; лат. Neslia) — род травянистых растений семейства Капустные (Brassicaceae). Включает единственный вид — Неслия метельчатая (Neslia paniculata).

## Ботаническое описание

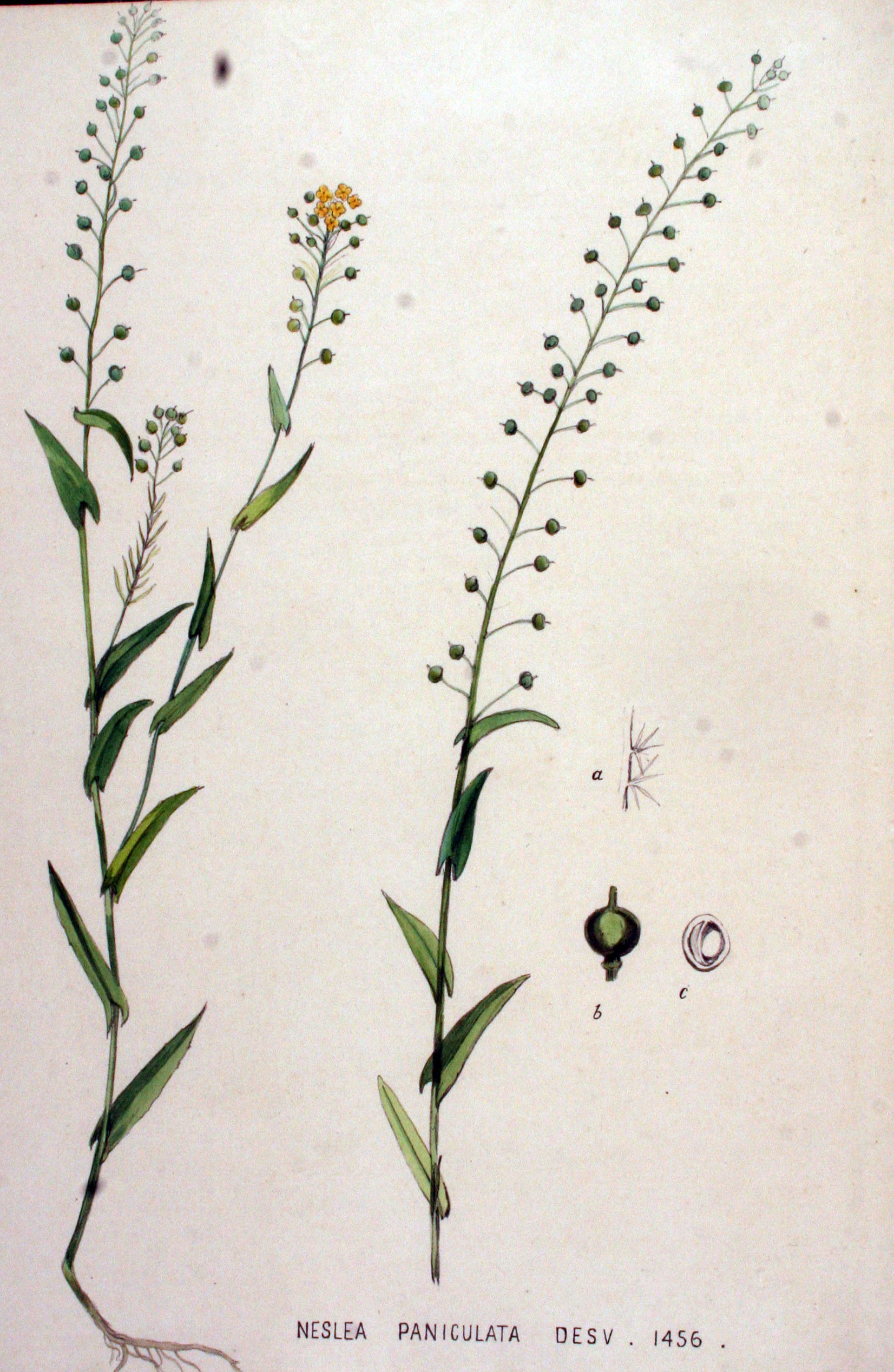

Однолетние травянистые растения, до 80 см высотой. Стебли прямые, в верхней части ветвистые. Листья цельные, по краю зубчатые или цельнокрайные; нижние (прикорневые) — продолговатые, суженные в черешок; стеблевые — сидячие, ланцетные, стеблеобъемлющие, со стреловидным основанием.
Цветки жёлтые, в кистевидных соцветиях, при плодах удлиняющиеся. Чашелистики прямые, обратнояйцевидные, около 1,5 мм длиной. Лепестки жёлтые. Плод — нераскрывающийся, большей частью односемянный шаровидный стручочек, 2—2,5 (2,9) мм длиной и 2,2—2,8 (3) мм шириной.
Цветение с мая по август. Хромосомное число 2n = 14.

## Таксономия
Neslia Desv., J. Bot. Agric. 3: 162 (1815), nom. cons.
Род назван в честь французского ботаника Jacques Amable Nicolas Denesle.
Синонимы рода
- Rapistrum Scop. (1754)
- Vogelia Medik. (1792)

Синонимы вида
- Bunias paniculata (L.) L'Hér. ex DC.
- Chamaelinum paniculatum (L.) Host
- Cochlearia sagittata Crantz
- Crambe paniculata (L.) All.
- Crucifera neslia E.H.L.Krause
- Kernera sagittata Miégev.
- Myagrum paniculatum L.basionym
- Nasturtium paniculatum (L.) Crantz
- Rapistrum paniculatum (L.) Gaertn.
- Vogelia paniculala (L.) Hornem.